# Старикове (пункт контролю)
51°37′13″ пн. ш. 34°8′56″ сх. д. / 51.62028° пн. ш. 34.14889° сх. д.
Старико́ве — пункт пропуску через державний кордон України на кордоні з Росією.
Розташований у Сумській області, Глухівський район, поблизу однойменного села на автошляху місцевого значення. Із російського боку знаходиться пункт пропуску «Козино», Рильський район Курської області, на автошляху Р-199 у напрямку Рильська.
Вид пункту пропуску — автомобільний, пішоходний. Статус пункту пропуску — місцевий (світлий час доби).
Характер перевезень — пасажирський.
Пункт пропуску «Старикове» може здійснювати лише радіологічний, митний та прикордонний контроль.

## Джелела та посилання
- Пункти пропуску на кордоні із Росією — Державна прикордонна служба[недоступне посилання з травня 2019]